# Fiodor Łopuchin
Fiodor Abramowicz Łopuchin (ros. Федор (Иларион) Лопухин) (ur. 1638, zm. 21 marca 1713) – rosyjski szlachcic, bojar.
Ojciec Abrama Łopuchina, oraz carycy Eudoksji Łopuchinej, pierwszej żony cara Piotra I Wielkiego. Po ślubie córki zmienił imię z Iłariona na Fiodora i nadano tytuł bojara. Pochowany w rodzinnym grobowcu w Spaso-Andronikowskim Monasterze. W tym samym grobowcu pochowano także jego żonę Ustinę Bogdanowną Rtiszczewą, zmarłą 11 maja 1691 roku.